# Coltura cellulare

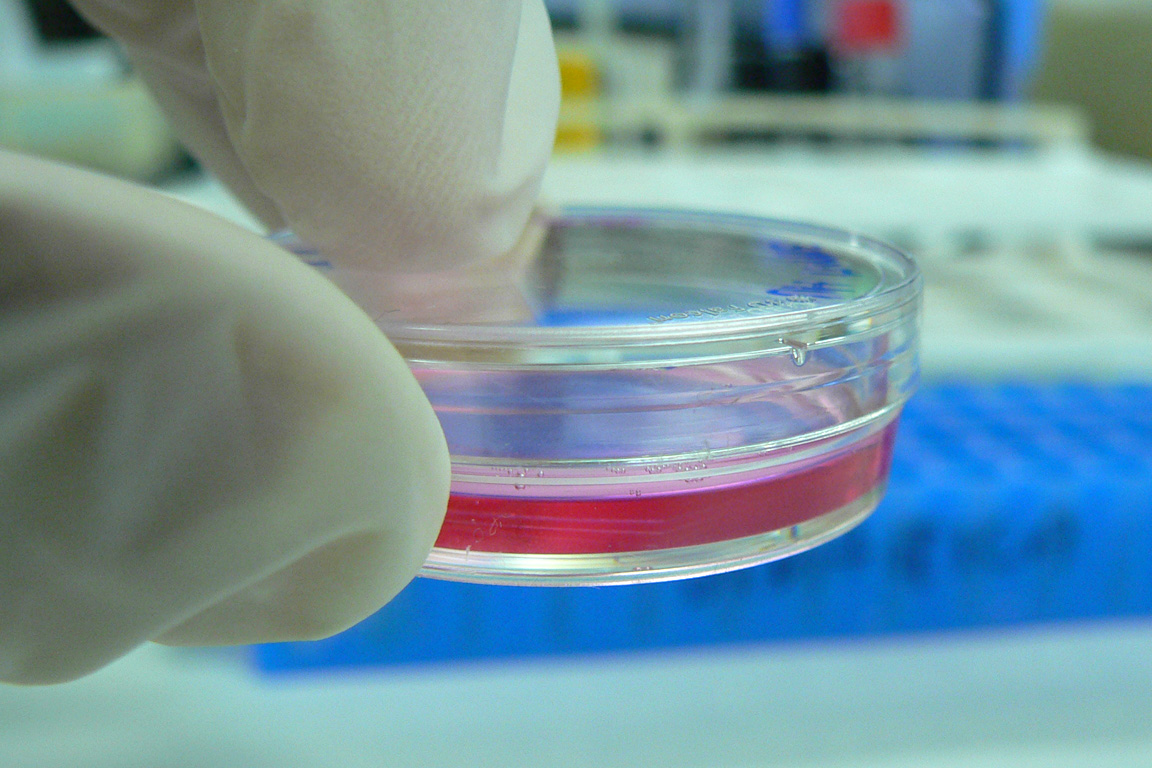
Coltura cellulare in una capsula Petri

La tecnologia delle colture cellulari consiste nel far crescere e proliferare cellule, eucariotiche o procariotiche, in ambienti artificialmente controllati, con appositi nutrienti. Si parla di colture di cellule vegetali, animali, o, recentemente, di cellule staminali embrionali (ES). 

## Cellule derivanti da tessuti animali
A differenza degli organismi unicellulari, le cellule degli organismi pluricellulari non sono adattate ad una vita autonoma e la loro sopravvivenza dipende dalla disponibilità di un numero elevato di sostanze (zuccheri, aminoacidi, lipidi, vitamine, ioni ecc.) che le cellule non sono in grado di procurarsi da sole e che normalmente sono presenti in quantità ben controllate all'interno del tessuto in cui esse si trovano. Le cellule animali sono anche molto sensibili a parametri chimico-fisici dell'ambiente in cui si trovano, quale il pH, l'osmolarità, la concentrazione di anidride carbonica CO2 e ossigeno molecolare O2, la temperatura e in molti casi la presenza di un substrato adeguato per il loro ancoraggio. 
Dato il numero di fattori richiesti per la loro sopravvivenza, le cellule derivate da animali sono molto delicate e difficili da mantenere in vita in ambiente artificiale, tuttavia da anni sono note le condizioni che permettono il mantenimento di molti tipi di esse. 
Le tipiche condizioni di coltura sono ottenute mantenendo le cellule in contenitori di plastica opportunamente trattata (fiasche e piastre da coltura), immerse in appropriati mezzi di coltura (detti anche terreni di coltura) liquidi che contengono disciolte le quantità appropriate delle sostanze necessarie, in incubatori che sono in grado di mantenere controllata la temperatura, la pressione parziale dell'anidride carbonica e l'umidità.

### Il problema della sterilità
Un ulteriore problema che ha reso difficili i tentativi pionieristici di mantenimento di colture cellulari è la sterilità: i mezzi di coltura sono infatti molto "appetibili" per batteri, lieviti e funghi che possono facilmente inquinare le colture cellulari. Questo problema viene affrontato a vari livelli. Tutte le manipolazioni delle colture cellulari vengono fatte in cappe a flusso laminare provviste di filtri HEPA, che limitano la contaminazione occasionale con microrganismi trasportati dall'aria. Tutti i materiali utilizzati per la manipolazione (pipette, piastre da coltura) sono sterili e di norma monouso. Infine, ai terreni di coltura, sterilizzati per filtrazione (con filtri da 0,22 micron), vengono spesso aggiunti antibiotici per limitare la possibilità di inquinamento da parte dei più comuni batteri.

## Tipi di colture cellulari
Le cellule che sono mantenute in coltura possono derivare direttamente dalla dissociazione di un tessuto (colture cellulari primarie) o possono derivare da colture precedenti (ad esempio colture secondarie o terziarie). Nella maggior parte dei casi, tuttavia, le cellule derivate dalla dissociazione di tessuti hanno una limitata capacità replicativa e tendono a diventare "senescenti". Vi sono tuttavia "linee cellulari" che sono in grado di replicarsi indefinitamente in coltura e che vengono spesso usate come modelli sperimentali. Le cellule di tali linee sono derivate da colture primarie di tumori o da manipolazioni genetiche di colture primarie non tumorali. Tali manipolazioni, collettivamente chiamate "immortalizzazione", prevedono l'inserimento di specifici geni virali o anche la sola propagazione per molti passaggi di una coltura primaria. 
Le linee cellulari possono essere mantenute, per tempo indefinito, ibernate a bassa temperatura (al di sotto di -60 °C, ma tipicamente a -192 °C, in azoto liquido). 

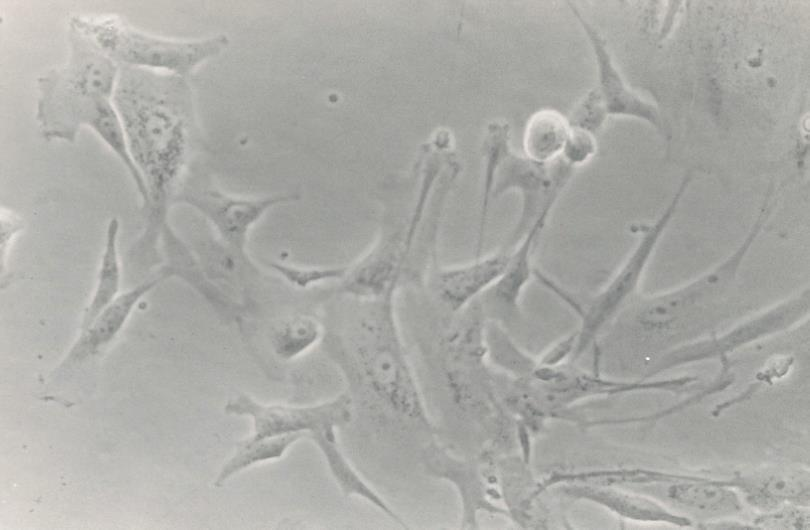
Cellule tumorali di mesotelioma pleurico in coltura

Le cellule mantenute in coltura tendono a cambiare con il passare del tempo. L'origine di tali cambiamenti è sia genetica (mutazioni, perdita di cromosomi o parte di essi) sia epigenetica (ad esempio: metilazione del DNA). Linee cellulari derivate dalla stessa linea cellulare originaria, ma mantenute separate in differenti laboratori per molto tempo, tendono ad acquisire alcune caratteristiche proprie. È pertanto necessario tenere conto di queste differenze per interpretare risultati sperimentali.
Recentemente, si stanno diffondendo le colture cellulari tridimensionali grazie alla loro maggiore similitudine con i tessuti. Alcuni protocolli per la loro produzione sono ormai standardizzati.
Un ulteriore tipo di coltura cellulare è la cosiddetta coltura organotipica, nella quale una fettina di tessuto mantiene in vitro molte caratteristiche presenti nell'organo originale. Tali colture vengono utilizzate per studiare la fisiologia di organi in cui la struttura del tessuto ha una particolar importanza, come per esempio i tessuti neurali (Gähwiler, B.H., 1981. Organotypic monolayer cultures of nervous tissue. J. Neurosci. Methods 4, 329-342).

## Usi
Le colture cellulari vengono utilizzate nella ricerca come modello sperimentale in innumerevoli tipi di esperimenti. Esse sono utilizzate per analizzare l'effetto di farmaci e verificare la mutagenicità e cancerogenicità delle sostanze. Vengono utilizzate come modello in cui studiare effetto dell'espressione di particolari geni.
Il mantenimento in coltura di cellule è un passaggio fondamentale per la produzione di organismi transgenici, la produzione di anticorpi monoclonali, di proteine ricombinanti, la produzione di alcuni tipi di vaccini. 
L'Università di Maastricht ha messo a punto nel 2008 una tecnica di coltura cellulare in grado di ottenere carne coltivata
.